# Рубан Ігор Вікторович
Ігор Вікторович Рубан (нар. 22 травня 1968) — український науковець у сфері кібернетичної безпеки, методів і засобів цифрової обробки зображень, доктор технічних наук, професор, ректор Харківського національного університету радіоелектроніки.

## Біографія
Ігор Рубан народився 22 травня 1968 році.
У 1990 році закінчив Харківське вище військове командно-інженерне училище ракетних військ ім. маршала М. І. Крилова за фахом системи управління і зв'язку і здобув кваліфікацію радіоінженера.
У 1997 році йому присвоєно науковий ступінь кандидата технічних наук. Після захисту кандидатської дисертації працював у Харківському військовому університеті старшим викладачем (1997—1999), доцентом кафедри систем бойового управління та зв'язку.
У 1999 році призначений заступником начальника кафедри обчислювальних систем і мереж ХВУ.
Протягом десяти років (2004—2014) обіймав посаду начальника кафедри математичного і програмного забезпечення АСУ Харківського університету повітряних сил ім. І. Кожедуба.
У 2008 році успішно захистив докторську дисертацію «Науково-методичні основи створення інформаційної технології цілеспрямованого пошуку об'єктів та обробки зображень».
Другу освіту здобув у 2009 році у Національному технічному університеті «Харківський політехнічний інститут» за спеціальністю адміністративний менеджмент, за кваліфікацією магістр адміністративного менеджменту.
З 2014 року працює у Харківському національному університетi радіоелектроніки та обіймав посади професора кафедри безпеки інформаційних технологій, завідувача кафедри електронних обчислювальних машин. У 2015 та 2016 роках балотувався на посаду ректора ХНУРЕ. З 2017 року — проректор з науково-методичної роботи. З 2019 року — перший проректор ХНУРЕ. У 2022—2025 роках виконував обов'язки ректора. З 2025 року — ректор ХНУРЕ.
Є академіком Академії наук прикладної радіоелектроніки.

## Наукова діяльність
Ігор Рубан займається проблемами кібернетичної безпеки, методами і засобами цифрової обробки зображень. Є науковим керівником наукових робіт з розробки спеціалізованого інформаційно-освітнього середовища з дистанційного навчання, спеціального програмного забезпечення для фінансово-економічних розрахунків; автоматизованої системи забезпечення науково-організаційної діяльності у закладі вищої освіти.
Автор більше 300 наукових і навчально-методичних робіт, зокрема, 5 підручників під грифом Міністерства освіти і науки України та Міністерства оборони України, патентів.
Підготував 4 докторів і 11 кандидатів технічних наук.
Лауреат Національної премії України імені Бориса Патона 2021 року.

## Нагороди
- Заслужений працівник освіти України
- Відзнака «Доблесть і честь»
- Відзнака «Знак пошани»
- Медаль «За сприяння Збройним Силам України» (2022)
- Відзнака «Ветеран військової служби»
- Медаль «10 років Збройним Силам України»
- Медаль «15 років Збройним Силам України»
- Медаль «За сумлінну службу» I ступеня
- Почесний нагрудний знак «За сприяння війську» (2024)